# Hester Ford
Hester Ford (* 15. August 1905 als Hester McCardell in Lancaster, South Carolina; † 17. April 2021 in Charlotte, North Carolina) war eine US-amerikanische Supercentenarian und Altersrekordlerin. Nach dem Tod von Alelia Murphy am 23. November 2019 wurde sie als älteste lebende Person in den Vereinigten Staaten bekannt. Zum Zeitpunkt ihres Todes war sie weltweit die sechstälteste lebende Person.

## Leben
Hester Ford wurde am 15. August 1905 als Hester McCardell in Lancaster in South Carolina geboren. Das genaue Datum ihrer Geburt ist nicht komplett geklärt bzw. bewiesen, ihre Familie behauptet unter anderem, sie seie bereits 1904 geboren wurden. Ford selbst ging lange davon aus, dass sie erst 1908 geboren ist. Offiziell ist sie allerdings mit dem Geburtsdatum vom 15. August 1905 validiert.
Die Eltern von Ford waren Peter und Frances McCardell. Ford wuchs auf einer Farm auf und half dort bei verschiedensten Arbeiten. Ihre Mutter starb schon früh – Ford war zu diesem Zeitpunkt gerade einmal 8 Jahre alt. Ihr Vater heiratete daraufhin erneut, doch auch die zweite Frau starb nach wenigen Jahren. Im jugendlichen Alter heiratete sie schließlich John Ford. Mit ihm hatte sie acht Töchter und vier Söhne. 1953 zog Ford nach Charlotte in North Carolina, dort arbeitete sie für mehr als 20 Jahre als Kindermädchen. Ihr Ehemann starb 1963 im Alter von 57 Jahren.
Ford war eine religiöse Christin und freiwillige Angestellte ihrer lokalen Kirche. Ihr hohes Alter führt sie auf ihren Glauben an Gott zurück. Im hohen Alter konnte sie aufgrund von gesundheitlichen Problemen allerdings nicht mehr an kirchlichen Zeremonien teilnehmen. Sie verfolgte kirchliche Ereignisse deshalb über das Fernsehen. Noch im sehr hohen Alter von 112 Jahren konnte sie Psalm 23 zitieren.
Mit dem Tod von Ruby Clodfelter am 19. November 2016 wurde sie wahrscheinlich zur ältesten lebenden Person in North Carolina. Mit dem Tod von Alelia Murphy am 23. November 2019 wurde sie dann auch zur ältesten lebenden Person in den gesamten Vereinigten Staaten. Ford starb in ihrem Haus am 17. April 2021 im Alter von 115 Jahren und 245 Tagen. Sie war zu diesem Zeitpunkt weltweit die sechstälteste lebende Person. Nach ihrem Tod wurde Thelma Sutcliffe zur ältesten lebenden US-Amerikanerin.